# Спас-Преображение
Спас-Преображение — упразднённое село в Вязниковском районе Владимирской области России.

## География
Урочище находится в северо-восточной части области, в зоне хвойно-широколиственных лесов, в пределах Волжско-Окского междуречья, на правом берегу реки Клязьмы, к северу от автодороги М7, на расстоянии примерно 10 километров (по прямой) к востоку от города Вязники, административного центра района.

### Климат
Климат характеризуется как умеренно континентальный. Средняя температура воздуха самого холодного месяца (января) — −11,1 °C (абсолютный минимум — −48 °С), средняя максимальная температура воздуха (июля) — +23,3 °С (абсолютный максимум — +37 °С). Годовое количество атмосферных осадков составляет около 607 мм, из которых 413 мм выпадает в период с апреля по октябрь.

## История
В «Списке населенных мест Владимирской губернии по сведениям 1859 года» населённый пункт упомянут как погост Преображенский (Спас) Вязниковского уезда, расположенный при безымянном ключе, в 13 верстах от уездного города. Насчитывалось 8 дворов и проживало 35 человек (17 мужчин и 18 женщин).
По состоянию на 1905 год, в Спас-Преображении имелось 8 дворов и проживало 28 человек. В административном отношении погост входил в состав Олтушевской волости.
По данным 1926 года в селе имелось 5 хозяйств и проживало 23 человека (9 мужчин и 14 женщин). Являлось частью Олтушевского сельсовета.

## Преображенский храм
В селе действовала православная церковь во имя Преображения Господня, первые упоминания о которой относятся к 1628 году. В 1815 году на средства купца В. И. Водовозова и крестьянина Якова Васильева был построен новый трёхпрестольный храм с колокольней и тёплой трапезной. При церкви функционировала церковно-приходская школа.